# Glikozil
Glikozilna grupa je univalentni slobodni radikal ili supstituentna struktura koja se dobija odstranjivanjem hemiacetalne hidroksilne grupe sa ciklične forme monosaharida, ili nižih oligosaharida. Glikozil takođe reaguje sa neorganskim kiselinama, poput fosforne kiseline, formirajući estar, i.e. glukoza 1-fosfat.

## Primeri
U celulozi, glikozilne grupe povezuju 1,4-beta--glukozilne jedinice čime se formiraju (1,4-beta-D-glukozil)n lanci. Ribitil u 6,7-dimetil-8-ribitilumazinu je još jedan primer glikozila.

## Drugi supstituenti
Umesto hemiacetalne hidroksilne grupe, atom vodonika se može ukloniti kao supstituent. Na primer, vodonik sa hidroksila na C3 atomu glukoze. Takav supstituent se naziva D-glukopiranoz-3-O-il. On je na primer prisutan u leku Mifamurtid.